# Heinz-Wolfgang Domröse
Heinz-Wolfgang Domröse (* 18. September 1946 in Herne) ist ein deutscher Physiker und Politiker (SPD).
Heinz-Wolfgang Domröse besuchte die Grundschule in Herne und später das Gymnasium in Herne, Dortmund und Solingen. Nach dem Abitur begann er ein Studium der Physik an der Technischen Universität Clausthal, das er als Diplom-Physiker beendete. Von 1972 bis 1989 arbeitete er als wissenschaftlicher Assistent und später als Hochschulassistent am Institut für Eisenhüttenkunde und Gießereiwesen der Technischen Universität in Clausthal. Im Jahr 1980 promovierte er zum Dr.-Ing. Seit 1989 ist er als freiberuflicher Ingenieur in der Entwicklung von EDV-Systemen tätig.
Domröse ist Mitglied der Gewerkschaft Erziehung und Wissenschaft und Mitglied der Arbeiterwohlfahrt. Er wurde im Jahr 1965 Mitglied der SPD und wurde zum Vorsitzenden des SPD-Unterbezirks Osterode gewählt. Er war Vorsitzender des Aufsichtsrates der Kurbetriebsgesellschaft Bad Grund GmbH. Ab dem Jahr 1976 war er Ratsherr der Gemeinde Bad Grund (Harz) und hier ab 1981 Bürgermeister. Ab 1981 war er zudem Ratsherr der Samtgemeinde Bad Grund (Harz) und wurde hier zum SPD-Fraktionsvorsitzenden gewählt.
Domröse war Mitglied des Niedersächsischen Landtages der 12. bis 14. Wahlperiode vom 21. Juni 1990 bis 2003.

## Quelle
- Barbara Simon: Abgeordnete in Niedersachsen 1946–1994. Biographisches Handbuch. Hrsg. vom Präsidenten des Niedersächsischen Landtages. Niedersächsischer Landtag, Hannover 1996, S. 76.

| Personendaten    | Personendaten                  |
| ---------------- | ------------------------------ |
| NAME             | Domröse, Heinz-Wolfgang        |
| KURZBESCHREIBUNG | deutscher Politiker (SPD), MdL |
| GEBURTSDATUM     | 18. September 1946             |
| GEBURTSORT       | Herne                          |